# 櫛田神社 (松阪市)
櫛田神社（くしだじんじゃ）は、三重県松阪市櫛田町にある神社。式内社で、旧社格は村社。
櫛田川下流の西岸近くに立地する。理容美容業者の信仰を集め、境内に接した場所には三重県美容業生活衛生同業組合らによって建立された「櫛の碑」がある。7月の博多祇園山笠や10月の博多おくんちなどで知られる福岡県福岡市博多区の櫛田神社は、757年（天平宝字元年）に当社を勧請して創建したと伝えられる。

## 祭神
大若子命・櫛玉姫命・須佐之男・天忍穂耳・市杵島姫を祭神とする。
大若子命は、『倭姫命世記』によれば、「竹田之国」を治めていた豪族であり、当地を訪れた倭姫命が大若子命とのやりとりをした後に、櫛が落ちたため、当地を櫛田と名づけ「櫛田社」を定めたという。
また、櫛田神社の由緒によれば、大若子命は武人として数々の功績を残したため、倭姫命は大若子命を当社の祭神として祀るよう命じたという。

## 歴史
社伝では垂仁天皇22年（紀元前8年）に倭姫命が天照大神を祀る場所を探す旅の途中でこの地を案内した大若子命を祀るために創建されたとされる。江戸時代の明暦頃に社殿も失われ中絶となったが、享保年間に再興された。
1907年（明治40年）2月27日、合祀とともに字室垣内に移転、大櫛田神社と改称し、翌1908年（明治41年）2月11日に山添町の神山神社に合祀。その後氏子が分祀を希望し、1933年（昭和8年）2月1日に現社地に分祠された。
2006年（平成18年）9月4日（櫛の日）に三重県美容業生活衛生同業組合らによって「櫛の碑」が建立された。当時の厚生労働大臣川崎二郎の筆によるもの。